# Coup de foudre à Bangkok
 (novembre 2020).
Pour plus de détails, voir Fiche technique et Distribution.
Coup de foudre à Bangkok est un téléfilm comico-romantique français réalisé par Chris Briant, diffusé en 2020. Il s’agit de la collection  Coup de foudre à ... pour la chaîne TF1.

## Synopsis
Laura Brunel, une architecte, est envoyée dans la magnifique ville de Bangkok à la suite d'un appel d'offres pour la construction d'un nouveau centre commercial.

## Fiche technique
Sauf indication contraire ou complémentaire, les informations mentionnées dans cette section proviennent du générique de fin de l'œuvre audiovisuelle présentée ici.
- Titre original : Coup de foudre à Bangkok
- Réalisation : Chris Briant
- Scénario : David Robert et Alice Van den Broek
- Décors : Solarsin Ngoenwichit
- Costumes :
- Photographie : Olivier Guerbois
- Son : Benjamin Jaussaud
- Montage : Nicolas Pechitch
- Musique :
- Production : Jean Charles Felli ; Grégory Cantien
- Production déléguée :
- Sociétés de production : Save Ferris ; TF1 Productions (coproduction)
- Société de distribution : TF1 Diffusion
- Pays d'origine :  France
- Langues originales : français, thailandais
- Format : couleur
- Genre : comédie romantique
- Durée : 90 minutes
- Date de diffusion : 
  -  Belgique : 20 octobre 2020 sur La Une
  -  Suisse : 14 novembre 2020 sur RTS Un
  -  France : 16 novembre 2020 sur TF1

## Distribution
- Blandine Bellavoir : Laura Brunel
- Loup-Denis Elion : Marc Lavoisier
- Gavril Dartevelle : Benjamin Lafore
- Mathilda May : Sandrine Lafore
- Anggun : Malee Suthama
- Frédéric Chau : Wattana Suthama
- Pierre-Marie Mosconi : Alex Simonnet
- Eve Felli : Dao
- Megan Pischedda : Lamoon
- Jade Woo: Bo
- Chris Brian : Le directeur du collège
- Jérémy Charbonnel : Pablo
- Logan Pischedda : Keng Suthama
- Hugo Voy : Jeremy Baptiste Inshallah
- Alex Landart : DeMarcus Cousins The Fourth

## Production

### Développement
Le téléfilm fait partie de la collection Coup de foudre à .... Les six premiers sont déjà diffusés : Coup de foudre à Jaipur (2016), Coup de foudre à Noël en (2017), Coup de foudre à Bora Bora (2018), Coup de foudre sur un air de Noël en (2018), Coup de foudre en Andalousie en (2019) et Coup de foudre à Saint-Pétersbourg en (2019). Ils n'ont aucun lien entre eux et sont interprétés à chaque fois par un duo d'acteurs principaux différents.

### Tournage
Le tournage débute en février 2020 en Thaïlande.